# Dirt Farmer
Dirt Farmer es el quinto álbum de estudio del músico estadounidense Levon Helm, publicado por Dirt Farmer Music en 2007.
El álbum, el primero de estudio desde la publicación en 1982 de Levon Helm, contiene canciones tradicionales y nuevas composiciones de Steve Earle y J. B. Lenoir, e incluye a su hija Amy Helm y al guitarrista Larry Campbell. En febrero de 2008 ganó el Grammy al mejor álbum de folk tradicional. 

## Lista de canciones
| N.º | Título                      | Escritor(es)   | Duración |  |
| 1.  | «False Hearted Lover Blues» | Traditional    |          |  |
| 2.  | «Poor Old Dirt Farmer»      | Traditional    |          |  |
| 3.  | «The Mountain»              | Earle          |          |  |
| 4.  | «Little Birds»              | Traditional    |          |  |
| 5.  | «The Girl I Left Behind»    | Traditional    |          |  |
| 8.  | «Got Me a Woman»            | Kennerley      |          |  |
| 9.  | «A Train Robbery»           | Kennerley      |          |  |
| 10. | «Single Girl, Married Girl» | Carter         |          |  |
| 11. | «The Blind Child»           | Traditional    |          |  |
| 12. | «Feelin' Good»              | Lenoir         |          |  |
| 13. | «Wide River to Cross»       | Miller, Miller |          |  |

## Personal
- Larry Campbell: guitarra acústica, violín, mandolina, percusión y coros
- Amy Helm: mandolina, percusión, piano, batería y coros
- Levon Helm: guitarra, mandolina, batería y voz
- Byron Isaacs: bajo, percusión y coros
- Buddy Miller: coros
- Julie Miller: coros
- Brian John Mitchell: piano, acordeón y coros
- Glenn Patscha: pump organ
- George Receli: percusión
- Teresa Williams: coros